# Szabó Jenő (labdarúgó)
Szabó Jenő (Budapest, 1894. szeptember 2. – Budapest, 1970. szeptember 30.) válogatott labdarúgó, hátvéd, a válogatottban középcsatárként szerepelt.

## Pályafutása

### Klubcsapatban
A III. Kerületi TVE labdarúgója volt. Sokoldalú, több poszton is szereplő labdarúgó volt. A válogatottban Rumbold Gyula és Payer Imre mögött állandó tartalék volt.

### A válogatottban
1921-ben egy alkalommal szerepelt a magyar labdarúgó-válogatottban, és egy gólt szerzett.

## Statisztika

### Mérkőzése a válogatottban
| Magyarország | Magyarország       | Magyarország                    | Magyarország | Magyarország | Magyarország  | Magyarország | Magyarország | Magyarország |
| #            | Dátum              | Helyszín                        | Hazai        | Eredmény     | Vendég        | Kiírás       | Gólok        | Esemény      |
| ------------ | ------------------ | ------------------------------- | ------------ | ------------ | ------------- | ------------ | ------------ | ------------ |
| 1.           | 1921. december 18. | Budapest, Hungária körúti pálya | Magyarország | 1 – 0        | Lengyelország | barátságos   | 1            | 18'          |
|              | Összesen           |                                 |              | 1            | mérkőzés      |              | 1            | gól          |